# 魯道夫·芬茨
魯道夫·芬茨（Rudolph Fentz，亦作Rudolf Fenz）是1952年傑克·芬利科幻短篇小說作品《I'm Scared》的主要角色，並於後來在都市傳說之中被描寫得繪聲繪影。 這個故事講述了一個19世紀風格打扮的年輕人忽然現身於1951年的時代廣場路口中央，並在困惑之間遭迎面而來的車輛撞死；隨後，警察在他身上發現了19世紀的物品，顯示其或許不由自主地時間旅行了將近一個世紀。
魯道夫·芬茨的故事成為20世紀70年代重要的都市傳奇之一，並且自那時開始被間歇提起；隨著互聯網在20世紀90年代普及，該故事經常被當作事實再度傳述並成為（非自願）時間旅行的存在證據。

## 連結
- 關於該事件的較短版本，出自Museum of Hoaxes （页面存档备份，存于）
- "I'm Scared"在1951年9月15日Collier's Magazine之中的PDF版本 （页面存档备份，存于）